# Rubidiumpersulfat
Rubidiumpersulfat ist eine chemische Verbindung des Rubidiums aus der Gruppe der Persulfate.

## Gewinnung und Darstellung
Rubidiumpersulfat kann durch anodische Oxidation einer schwefelsauren Lösung von Rubidiumsulfat bei niedriger Temperatur gewonnen werden.

## Eigenschaften
Rubidiumpersulfat ist ein weißer Feststoff, der löslich in Wasser ist. Die Verbindung besitzt eine monokline Kristallstruktur.